# Oligostigma profusalis
Oligostigma profusalis là một loài bướm đêm trong họ Crambidae.